# Clase D'Estrées
La clase D'Estrées estaba compuesta por dos cruceros protegidos de la Armada francesa construidos a finales de la década de 1890. Los dos barcos eran D'Estrées e Infernet, aunque se proyectó un tercero que fue cancelado antes de que comenzaran las obras. Fueron ordenados durante un período de intenso debate en la flota francesa entre oficiales que favorecían grandes cruceros blindados y aquellos que preferían embarcaciones más pequeñas, más adecuadas para cruceros de larga distancia en el extranjero. Los cruceros clase D'Estrées estaban destinados a operar en el imperio colonial francés. Los barcos estaban armados con una batería principal de dos cañones de 138 mm (5,4 pulgadas) apoyados por cuatro cañones de 100 mm (3,9 pulgadas) y tenían una velocidad máxima de 20 a 20,5 nudos (37,0 a 38,0 km/h; 23,0 a 23,6 mph).

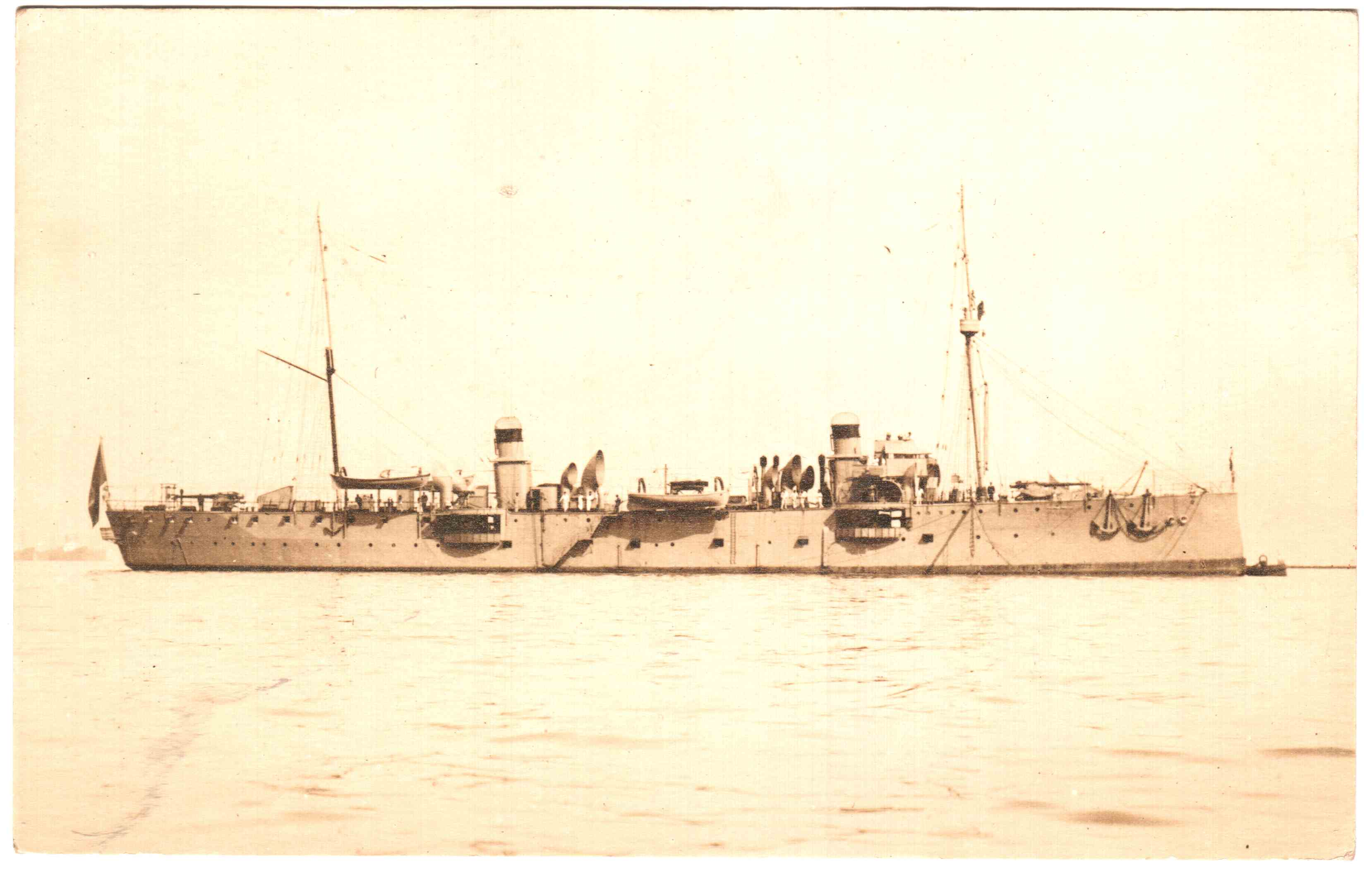
Un buque de la clase D'Estrées, a principios del siglo XX

D'Estrées e Infernet sirvieron inicialmente en el Escuadrón Norte después de entrar en servicio a finales de la década de 1890, aunque fueron rápidamente transferidos a otro lugar. D'Estrées fue a la estación del océano Atlántico en 1902, mientras que el Infernet había sido enviado a la Madagascar francesa en 1901. Este último barco sirvió luego una temporada en las Indias Orientales de 1903 a 1905, para luego regresar a Francia, donde se perdió en un encallamiento accidental en 1910. D'Estrées fue asignado a la 2ª División Ligera al comienzo de la Primera Guerra Mundial en agosto de 1914 antes de ser trasladada a la División Siria, donde participó en operaciones contra las fuerzas otomanas. Patrulló el Mar Rojo y el Océano Índico desde 1916 hasta el final de la guerra en 1918, donde no tuvo combates. Luego, D'Estrées fue enviado al este de Asia, donde sirvió hasta ser dado de baja en 1922.

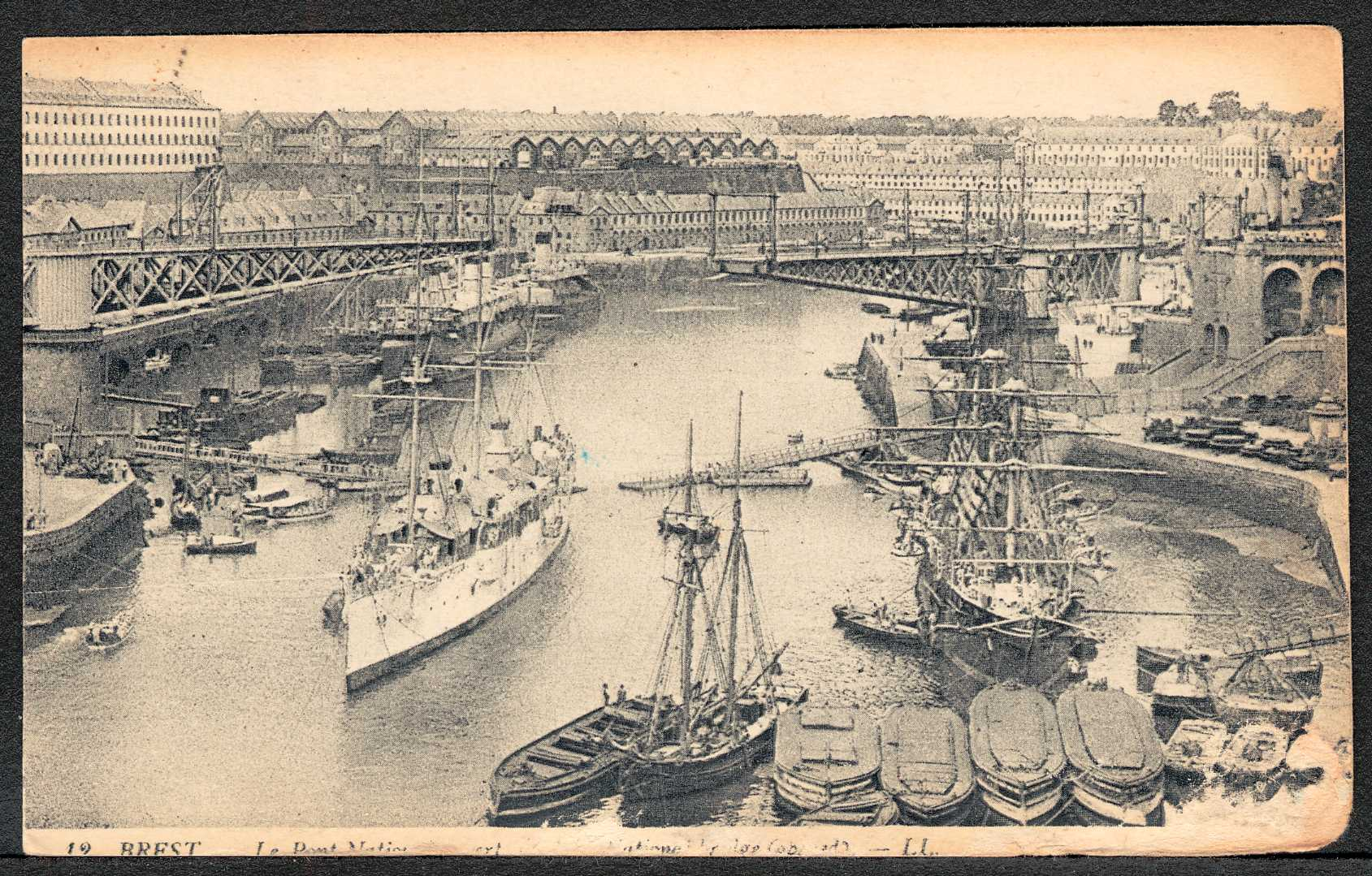
D'Estrées alrededor de 1920

## Unidades
| Nombre    | Iniciado          | Botado                  | Terminado | Astillero                                  | Notas                                              |
| --------- | ----------------- | ----------------------- | --------- | ------------------------------------------ | -------------------------------------------------- |
| D'Estrées | marzo de 1897     | 27 de octubre de 1897   | 1899      | Arsenal de Rochefort, Rochefort            | Dado de baja el 27 de octubre de 1922              |
| Infernet  | diciembre de 1896 | 7 de septiembre de 1899 | 1900      | Forges et Chantiers de la Gironde, Lormont | Hundido en un accidente el 22 de noviembre de 1910 |
| K3        | —                 | —                       | —         | —                                          | Cancelado antes de empezar a construirse           |